# Deutsche Fechtmeisterschaften 1971
Bei den Deutschen Fechtmeisterschaften 1971 wurden Einzel- und Mannschaftswettbewerbe in den Disziplinen Herrendegen, Herrensäbel und Herrenflorett ausgetragen. Bei den Damen wurde nur Florett gefochten. Die Meisterschaften wurden vom Deutschen Fechter-Bund organisiert.

## Herren

### Florett (Einzel)
| Platz | Sportler        | Verein                |
| ----- | --------------- | --------------------- |
| 1     | Harald Hein     | FC Tauberbischofsheim |
| 2     | Erk Sens-Gorius | DFC Hannover          |
| 3     | Klaus Reichert  | OFC Bonn              |

### Florett (Mannschaft)
| Platz | Verein                  | Sportler |
| ----- | ----------------------- | -------- |
| 1     | OFC Bonn                |          |
| 2     | FC Tauberbischofsheim   |          |
| 3     | Königsbacher SC Koblenz |          |

### Degen (Einzel)
| Platz | Sportler      | Verein                |
| ----- | ------------- | --------------------- |
| 1     | Reinhold Behr | FC Tauberbischofsheim |
| 2     | Harald Hein   | FC Tauberbischofsheim |
| 3     | Oskar Muck    | FC Tauberbischofsheim |

### Degen (Mannschaft)
| Platz | Verein                | Sportler                                                         |
| ----- | --------------------- | ---------------------------------------------------------------- |
| 1     | FC Tauberbischofsheim | Jürgen Hehn Harald Hein Reinhold Behr Heinz Niehus Mathias Pusch |
| 2     | OFC Bonn              |                                                                  |
| 3     | TV 1860 Frankfurt     |                                                                  |

### Säbel (Einzel)
| Platz | Sportler        | Verein                  |
| ----- | --------------- | ----------------------- |
| 1     | Knut Höhne      | Königsbacher SC Koblenz |
| 2     | Paul Wischeidt  | TSV Bayer Dormagen      |
| 3     | Volker Duschner | Königsbacher SC Koblenz |

### Säbel (Mannschaft)
| Platz | Verein                  | Sportler |
| ----- | ----------------------- | -------- |
| 1     | OFC Bonn                |          |
| 2     | Königsbacher SC Koblenz |          |
| 3     | TSV Bayer Dormagen      |          |

## Damen

### Florett (Einzel)
| Platz | Sportler         | Verein                  |
| ----- | ---------------- | ----------------------- |
| 1     | Brigitte Oertel  | Königsbacher SC Koblenz |
| 2     | Karin Gießelmann | FC Tauberbischofsheim   |
| 3     | Jutta Popken     | Königsbacher SC Koblenz |

### Florett (Mannschaft)
| Platz | Verein                  | Sportler |
| ----- | ----------------------- | -------- |
| 1     | Kölner FK               |          |
| 2     | Königsbacher SC Koblenz |          |
| 3     | TV 1860 Frankfurt       |          |